# LaBelle (Floride)
Pour les articles homonymes, voir Labelle.
La ville de LaBelle est le siège du comté de Hendry, situé en Floride, aux États-Unis.
La ville est nommée par Francis A. Hendry (en) en hommage à ses filles Laura et Belle.

## Démographie
| 1920 | 1930 | 1940 | 1950 | 1960  | 1970  |
| ---- | ---- | ---- | ---- | ----- | ----- |
| 377  | 397  | 837  | 945  | 1 262 | 1 823 |

| 1980  | 1990  | 2000  | 2010  | - | - |
| ----- | ----- | ----- | ----- | - | - |
| 2 287 | 2 703 | 4 210 | 4 640 | - | - |

Selon le recensement de 2010, LaBelle compte 4 640 habitants. La municipalité s'étend sur 15,60 milles carrés (40,4 km2), dont 15,51 milles carrés (40,17 km2) de terres.